# McLaren MP4-18
La McLaren MP4-18 è una monoposto di Formula 1 costruita dalla scuderia britannica McLaren per disputare, nei piani iniziali, il campionato mondiale di Formula 1 2003.
In realtà, a causa di numerosi problemi riscontrati durante i test, la vettura non venne mai schierata in gara e il suo posto venne preso dalla McLaren MP4-17D, un'estrema evoluzione della vettura introdotta nel precedente campionato 2002.

## Contesto
Nella Formula 1 d'inizio anni 2000 la McLaren non riusciva più a tenere il passo della Ferrari. Nel corso degli anni la scuderia italiana aveva portato numerose innovazioni sul versante aerodinamico – dagli scarichi alti così come il musetto, a propulsori con un angolo di bancata più ampio – che il team di Woking, guidato dal telaista Adrian Newey e dal capo progettista Neil Oatley, non erano riusciti a replicare in maniera soddisfacente; in questa fase la squadra britannica pagava inoltre uno scarso feeling con il nuovo fornitore di pneumatici Michelin e, soprattutto, il divieto FIA all'uso del berillio nella costruzione dei propulsori, che inficiò negativamente sulle prestazioni delle unità fornite dal motorista Mercedes-Benz.
Dopo un 2002 in cui Ferrari, grazie alla F2002, aveva dominato il campionato come poche volte si era visto in passato, e in cui anche la Williams motorizzata BMW aveva dato concreti segni di risveglio dopo anni altalenanti, il team principal McLaren Ron Dennis decise che in vista del 2003 bisognava fare enormi passi avanti per tornare a sopravanzare gli avversari in pista. Lo staff tecnico a Woking venne rafforzato, e accanto al confermato Newey, ormai a capo di tutta la direzione tecnica della squadra, arrivarono il tecnico Mike Coughlan dalla Arrows, il cambista Sutton dai rivali di Maranello e il motorista Laurenz dalla BMW.
Preso atto della convenzionalità della vettura che stava nascendo a Woking a fine 2002, si decise di abortire il tutto e ripartire da zero con una nuova filosofia tecnica, che fosse innovativa in ogni sua componente: con l'inevitabile dilungarsi dei tempi dettato da ciò, McLaren avrebbe corso – nei piani iniziali – la prima parte della stagione 2003 con una versione aggiornata della predecente monoposto, la McLaren MP4-17D, in attesa dell'ultimazione della MP4-18 preventivata per l'arrivo dell'estate.

## Caratteristiche
La MP4-18 vide Newey adoperarsi per ridurre sensibilmente gli ingombri e accentrare al meglio le masse. Ne risultò una monoposto molto compatta oltreché di rottura rispetto a quelle coeve: ciò risultò evidente all'anteriore, con la conformazione a "formichiere" del musetto – una novità assoluta – e il piano dell'alettone che si protraeva al di là di esso, e nelle pance laterali, sviluppate in verticale e molto affusolate. Sempre all'anteriore, il telaio a "doppia chiglia" prevedeva un attacco raddoppiato per le sospensioni.
La monoposto andò controcorrente anche sul versante aerodinamico, con una configurazione bassa degli scarichi che li portava a soffiare nel diffusore posteriore onde generare un carico maggiore in quella zona della vettura. Molta attenzione venne posta anche sui deviatori di flusso, decisamente elaborati per l'epoca.

## Carriera
La vettura scese in pista per i primi test nel maggio 2003 sul circuito Paul Ricard, affidata al collaudatore Alexander Wurz, in una versione sperimentale poiché ancora assemblata con parti della MP4-17 – e per questo nota ufficiosamente come MP4-18X –: questa palesò immediatamente un eccessivo surriscaldamento nelle zone vicine agli scarichi, seppure il tutto venne bollato come inevitabili problemi di gioventù. Subentrarono in seguito più serie difficoltà con le prove d'impatto laterali imposte dalla FIA, che la monoposto non superò inizialmente, rendendo necessario un irrobustimento del telaio con pelli di carbonio che, tuttavia, ne aumentò il peso. Tutto ciò portò a un primo procrastinamento del suo preventivato debutto.
Nel mese di luglio, schierata stavolta in dei test collettivi precedenti il Gran Premio di Gran Bretagna, la MP4-18 si dimostrò molto efficace sul giro secco – con tempi-record se paragonati a quelli fatti segnare dalla rivale Ferrari F2003-GA – ma incapace di completare una simulazione di gara. La monoposto britannica, per via della sua concezione estrema, era infatti gravata da un'inaffidabilità cronica rivelatasi presto irrisolvibile: a causa di un bilanciamento difficoltoso andò incontro a numerosi incidenti di non facile spiegazione, mentre le pance laterali fortemente rastremate sfociarono in un problema congenito di raffreddamento del motore. Per ovviare alla fragilità del propulsore Mercedes, peraltro, si dovette modificare la collocazione degli scarichi, rigettando così parzialmente il concetto aerodinamico alla base del progetto. Gli ingombri molto compatti soprattutto nella zona cambio-motore, infine, complicavano enormemente il lavoro dei meccanici anche per interventi di poco conto.
Con il protrarsi di questo stallo tecnico, nella seconda parte della stagione Dennis decise per l'abbandono del progetto MP4-18, terminando il campionato 2003 con la MP4-17D e concentrando tutti gli sviluppi in ottica 2004 sulla MP4-19 – che riprenderà e affinerà varie soluzioni della MP4-18.